# Thallichtenberg
Thallichtenberg là một đô thị ở huyện Kusel, bang Rheinland-Pfalz, phía tây nước Đức. Đô thị Thallichtenberg có diện tích 5,72 km². Burg Lichtenberg, phế tích lâu đài lớn nhất ở Đức, nằm gần Thallichtenberg.